# Jacob Lund Fisker
Jacob Lund Fisker is de auteur van het boek Early Retirement Extreme en de gelijknamige blog. Hij behaalde een cand.scient.-graad in natuurkunde en wiskunde aan de Universiteit van Aarhus en een PhD in theoretische natuurkunde aan de Universiteit van Bazel in Zwitserland. Gedurende zijn studie ontving hij de Deense staatsbeurs (Statens Uddannelsesstøtte), waarmee hij zijn levensonderhoud bekostigde. Zelfs nadat hij zijn diploma's had behaald, bleef hij leven op een budget dat overeenkwam met deze beurs, ondanks dat zijn inkomen toenam.
Als postdoc wist hij 80% van zijn inkomen te sparen, waardoor hij binnen vijf jaar financieel onafhankelijk werd. In 2009, op 33-jarige leeftijd, stopte hij met zijn carrière in de astrofysica en beschouwde zichzelf als met pensioen, met een vermogen dat 25 keer zijn jaarlijkse uitgaven van ongeveer $ 7.000 bedroeg. Na zijn pensioen werkte hij kort als kwantitatief analist uit persoonlijke interesse. Fisker woont tegenwoordig in Chicago, Verenigde Staten.

## Persoonlijke financiën
Naarmate Fisker's inkomen steeg, zette hij het overschot eerst op een spaarrekening en later investeerde hij het in de aandelenmarkt voor een hoger rendement. Hij realiseerde zich dat hij snel financieel onafhankelijk zou worden door het grote verschil tussen zijn inkomen (een modaal inkomen) en zijn uitgaven (die extreem laag waren). Dit leidde tot de conclusie dat relatieve rijkdom (inkomen of vermogen in verhouding tot uitgaven) belangrijker is dan absolute rijkdom.
In 2007 begon Fisker de blog "Early Retirement Extreme" om zijn ideeën te bespreken, wat uiteindelijk leidde tot de publicatie van een boek met dezelfde naam in 2010. Het boek is tot 2020 meer dan 45.000 keer verkocht. Het boek bevat een wiskundige studie over het spaarpercentage en de impact ervan op iemands vermogen om met pensioen te gaan. Met een conventioneel spaarratio van 10-15% van het inkomen duurt het tussen de vijf en tien jaar om genoeg te sparen voor één jaar aan uitgaven. Echter, als 75% van het inkomen wordt gespaard, kan men drie jaar aan uitgaven dekken voor elk gewerkt jaar, waardoor een veel eerder pensioen mogelijk is.
Om lage uitgaven te bereiken, past Fisker systeemtheorie toe op persoonlijke financiën. In plaats van te zoeken naar het goedkoopste huis en de goedkoopste auto, kan men bijvoorbeeld een goedkopere oplossing vinden door goedkope huisvesting te zoeken op loopafstand van werk en een supermarkt, waardoor de kosten van een auto worden geëlimineerd.

## Filosofie
Bij de verdere ontwikkeling van het Early Retirement Extreme-concept gebruikte Fisker het acroniem ERE om een verfijndere filosofie te beschrijven: Emergent Renaissance Ecology. Dit bouwde voort op zijn ideeën over de 'Renaissance Man' zoals geïntroduceerd in zijn boek, met de nadruk op het opnieuw aanleren van vaardigheden en het begrijpen van opkomende maatschappelijke systemen.

## Bijdragen
- Artikel "The Laws of Energy" in The Final Energy Crisis (2005) onder redactie van Andrew McKillop, ISBN 978-0745320922.[6]
- Artikel "Escape the Spend-Earn Cycle" in het tijdschrift New Escapologist Nr. 5 (2011).[7]
- Hoofdstuk in Idler 44: Mind Your Business (2011) onder redactie van Tom Hodgkinson, ISBN 978-0954845629.[8]
- Hoofdstuk in One Million in the Bank (2015) van Michael L. F. Slavin, ISBN 978-0996118606.[9]